# Eddy Voordeckers
Eddy Voordeckers (Geel, 4 febbraio 1960) è un ex calciatore belga, di ruolo attaccante.

## Palmarès

### Club

#### Competizioni nazionali
- Campionato belga: 1

Standard Liegi: 1981-1982
- Coppa del Belgio: 1

Standard Liegi: 1980-1981
- Supercoppa del Belgio: 1

Standard Liegi: 1981
- Division 2: 1

Gent: 1988-1989

#### Competizioni internazionali
- Coppa Piano Karl Rappan: 1

Standard Liegi: 1980

### Individuale
- Capocannoniere della Coppa delle Coppe: 1

1981-1982 (6 gol)